# Đăk Pek
Đăk Pek là một xã thuộc huyện Đăk Glei, tỉnh Kon Tum, Việt Nam.
Xã Đăk Pek có diện tích 72,50 km², dân số năm 2019 là 8.724 người, mật độ dân số đạt 120 người/km².